# Montjegorsk
Montjegorsk (ryska: Мончегорск) är en stad i Murmansk oblast i Ryssland. Staden ligger på Kolahalvön, 145 kilometer söder om Murmansk vid Imandras nordvästra strand. Folkmängden uppgår till cirka 43 000 invånare.

## Etymologi
Stadsnamnet kommer från akkalasamiska ordet monce (montsje) i betydelsen "vacker".

## Historia
Orten grundades på 1930-talet som Montja-Guba (Монча-Губа) och var bosättning för arbetare vid koppar- och nickelgruvorna i området.
Staden bytte namn till Montjegorsk den 25 november 1935 och beviljades stadsrättigheter 1937.